# Affengeil
Affengeil  (en alemany: Affengeil: eine Reise durch Lottis Leben; la vida és com un cogombre) és una pel·lícula documental alemanya del 1990 dirigida per Rosa von Praunheim. La pel·lícula narra la vida plena d'esdeveniments de Lotti Huber, una ballarina, actriu i intèrpret de cabaret, que va ser la protagonista de les pel·lícules anteriors del director Anita – Tänze des Lasters i Unsere Leichen leben noch.
La pel·lícula consta d'entrevistes llargues amb Huber utilitzant fotografies, clips de pel·lícules i sortides de camp per recrear la seva vida. S'explora la relació professional de deu anys entre el director de cinema i el seu subjecte d'exploració. Rosa von Praunheim apareix discutint sobre el control de la direcció de la pel·lícula mentre Huber insisteix a ser retratada "Tal com sóc"

## Trama
Lotti Huber, a finals dels setanta en el moment del rodatge, és una dama baixa, grassoneta, extravagant, d'una vivacitat notable. Apareixent amb grans arracades de cèrcol i maquillatge espectacular, explica vívidament esdeveniments i èxits importants de la seva vida. Al començament de la pel·lícula, demana a Praunheim que faci un documental sobre ella.
Huber va néixer a Kiel al nord-oest d'Alemanya i va créixer a Weimar. La influència de la seva mare va fer que es convertís en una persona independent que li agradava estudiar. Als 16 anys es va enamorar del fill de l'alcalde del seu poble. Com que ella era jueva i ell era ari, la seva relació era contraria a la ideologia racial nazi. El seu xicot va ser arrestat i afusellat pels nazis i ella va ser enviada a un camp de concentració del que va escapar. Va afirmar que els detalls de la seva fugida són tan fabulosament increïbles, que es va abstenir d'explicar aquesta història.
Després de la guerra, va viatjar molt per Palestina, Egipte, Xipre i Londres. Als 27 anys, vivia a Israel, on va desenvolupar una carrera exitosa com a ballarina exòtica. Més tard va obrir i va operar un hotel i restaurant a Xipre, cosa inusual que ho fes una dona durant aquella època i en aquell lloc. No va tornar a Alemanya fins als anys 60 quan va establir una escola de moda a Berlín. Més tard va passar alguns anys demostrant productes en uns grans magatzems. En una escena, es mostra ensenyant dansa del ventre a dones de mitjana edat. Va tenir alguns matrimonis i va treballar com a intèrpret de cabaret, ballarina, restauradora, professora, model, extra de cinema i finalment com a actriu que va protagonitzar dues pel·lícules dirigides per Rosa von Praunheim. La seva relació professional de deu anys es mostra com una baralla. Praunheim qüestiona la veracitat d'alguns dels increïbles contes d'Hubert i Lotti apareix preguntant a la mare del director sobre l'homosexualitat del seu fill.